# Coppinsia
Coppinsia is een monotypisch geslacht van schimmels in de familie Trapeliaceae. Het bevat alleen de soort Coppinsia minutissima.